# Richard Williams
Richard Edmund Williams (Toronto, Ontario, 19 de marzo de 1933-Brístol, Inglaterra, 16 de agosto de 2019) fue un animador, director y productor canadiense. Es conocido por haber trabajado como director de animación en las películas ¿Quién engañó a Roger Rabbit? (1988) y The Thief and the Cobbler (1993, en España titulada El ladrón de Bagdad). Además animó algunos créditos de películas; sus trabajos más importantes son los créditos de What's New Pussycat? (1965) y The Charge of the Light Brigade (1968). También animó a La pantera rosa para los créditos de dos de sus películas.

## Carrera
Comenzó su trabajo como animador en Walt Disney Productions y luego en United Productions of America durante los años 40, donde aprendió de varios animadores como Chuck Jones, Ken Harris, Milt Kahl y Art Babbitt. Emigró a España y luego a Inglaterra en 1955. En 1958 produjo el trabajo que fomentó su carrera, The Little Island, el cual fue nominada a un BAFTA. Tras trabajar durante los años 60, dirigió el ganador del premio Oscar A Christmas Carol (1971), la película Raggedy Ann & Andy: A Musical Adventure (1977) y el ganador del Emmy Ziggy's Gift (1982). Además trabajó como director de animación en ¿Quién engañó a Roger Rabbit? (1988) donde ganó dos premios Oscar por su trabajo. Escribió el libro, "The Animator's Survival Kit", publicado en 2000.

## The Thief and the Cobbler
En 1968 Richard Williams comenzó a trabajar en su magnum opus, una película de animación basada en Las mil y una noches, su título era The Thief and the Cobbler (literalmente El ladrón y el zapatero, aunque en España se la llamó El ladrón de Bagdad). Debido a que estaba dirigida a un público más adulto y no tenía diálogos, su producción se vio dificultada. Tras cerca de 20 años de trabajo, Williams solo había hecho veinte minutos de la película, y tras el éxito de ¿Quién engañó a Roger Rabbit?, Williams logró que Warner Bros. financiara su proyecto en 1990. Sin embargo, la producción se detuvo, y en 1992, con solo quince minutos por crear, la compañía Completion Bond, quien estaba financiando la película, abandonó el proyecto debido a la competencia que ejercía la película de Disney Aladdín. Completion Bond completó la animación en Corea bajo la dirección del animador Fred Calvert. La creación de Calvert fue distribuida en 1994 como The Princess and the Cobbler. Miramax luego adquirió los derechos del proyecto para poder escribir y animar nuevamente la película, agregando diálogos y nueva música. El producto de Miramax fue estrenado en 1995 bajo el título Arabian Knight. En 2006, un seguidor del trabajo de Williams creó un DVD que incluía la versión original, incluyendo en las partes sin finalizar, dibujos e incluso partes del guion gráfico.

## Vida personal
Williams fue uno de los tantos miembros de la industria del cine que estudió en la Northern Secondary School en Toronto. Williams vivía en Gales con su cuarta esposa y dos hijos. Williams además tuvo cuatro hijos de dos de sus antiguos matrimonios, incluyendo el animador Alexander Williams y el pintor Holly Williams-Brock.

## Premios y distinciones
Premios Óscar
| Año  | Categoría                            | Película                      | Resultado |
| ---- | ------------------------------------ | ----------------------------- | --------- |
| 1989 | Mejores efectos visuales             | ¿Quién engañó a Roger Rabbit? | Ganador   |
| 1989 | Premio por la dirección de animación | ¿Quién engañó a Roger Rabbit? | Ganador   |